# Fallowfield, Northumberland
Fallowfield är en ort i civil parish Wall, i grevskapet Northumberland i England. Orten är belägen 4 km från Hexham. Fallowfield var en civil parish 1866–1955 när det uppgick i Wall. Civil parish hade 26 invånare år 1951.